# Мишука Налымов
«Мишу́ка Налы́мов» — повесть А. Н. Толстого, опубликованная в 1910 году в альманахе «Шиповник» (книга 12). Первоначально именовалась «Заволжье», открывая цикл ранних произведений, описывающих уходящий дворянский усадебный быт. В 1923 году текст был радикально переработан автором для берлинского издания и с тех пор издавался под современным названием, неизменно включаясь автором во все собрания его сочинений.
Мишука — Михаил Михайлович Налымов — богатый помещик-самодур, уездный предводитель дворянства. Благодаря своим деньгам он может позволить себе любой каприз, отсылающий ко временам XVIII века. Окрестные помещики боятся его гнусных выходок. Сам будучи хамом, Мишука ненавидит крестьян и любит рассуждать об их «хамской сущности», жалея, что «не то теперь время». Мишука похотлив, содержит в усадьбе гарем, но ему посмела отказать дальняя родственница Вера Ходанская, когда он к ней посватался. Веру отвергает взбалмошный, но любимый ею Сергей Репьев, и она выходит замуж за нелюбимого ею положительного брата Никиту Репьева. Умирая от водянки, вызванной обжорством и пьянством, Налымов компрометирует замужнюю Веру своим завещанием, оставив всё состояние ей одной, чтобы люди считали её бывшей любовницей.
Писатель использовал для главного персонажа черты характера дальнего родственника Тургеневых — Михаила Михайловича Наумова, предводителя дворянства одного из уездов Симбирской губернии. В любовной истории Веры, Сергея и Никиты преломилась история родственников А. Толстого по материнской линии — Ольги Тургеневой и братьев Сергея и Николая Шишковых. Повесть была благосклонно встречена критикой и ввела А. Толстого в первый ряд русской художественной прозы.

## Сюжет
Главный герой уездный предводитель дворянства Мишука — Михаил Михалыч Налымов — одновременно напоминает Ноздрёва и Троекурова. Повесть вводится описанием его самодурств: он может схватить проезжего и звать в гости, загнав для этого его лошадей в табун, а карету — в пруд, «чтобы не рассохлась». Напротив, если кто-то ему не нравится, мог спустить свору собак, «моя земля, кто разрешил мимо дома ездить, черти окаянные!..» В зимнее время Налымов развлекался тем, что заставлял проезжих мести за своими санями метлой — убирать след. Дома у Мишуки гарем — барышня Настя, барышня Дуня и барышня Телипатра (то есть Клеопатра), не считая двух деревенских девок Фимки и Броньки. Налымов при этом вожделеет свою троюродную племянницу, молодую бесприданницу Веру Львовну Ходанскую и даже готов сделать ей предложение. Однако она в ужасе его отвергает, а Мишука получает по физиономии от влюблённого в неё Серёжи Репьева, который не желает жениться на Вере и думает для поправления дел уехать в Африку. Налымов труслив и не желает драться на дуэли, вымещая свой гнев на старом мерине. Дома он устраивает оргию, потом разгоняет метресс и, наконец, находит способ сквитаться с обидчиком: загоняет его на дерево. Сцена, в которой Серёжа сидит на дубу, а Налымов его трясёт, через два десятилетия будет обыграна в «Золотом ключике» в стычке Буратино и Карабаса-Барабаса. После этого Мишука остыл и устроил с Серёжей загул, а потом дебоширит на Вериной свадьбе. Она выходит замуж за положительного, но совершенно нелюбимого ею Серёжиного брата — Никиту. Вся чехарда нелепо-гротескных событий кончается смертью Мишуки от водянки. На одре он отписывает Вере всё своё имущество (на «миллион пятьдесят тысяч», не считая пятнадцати тысяч «девке Марье Шитиковой, по прозванию Клеопатре, за верность её и за моё над ней надругательство»), сокрушив при этом кресло с подпорками и показав остальным родственникам кукиш.

## История создания

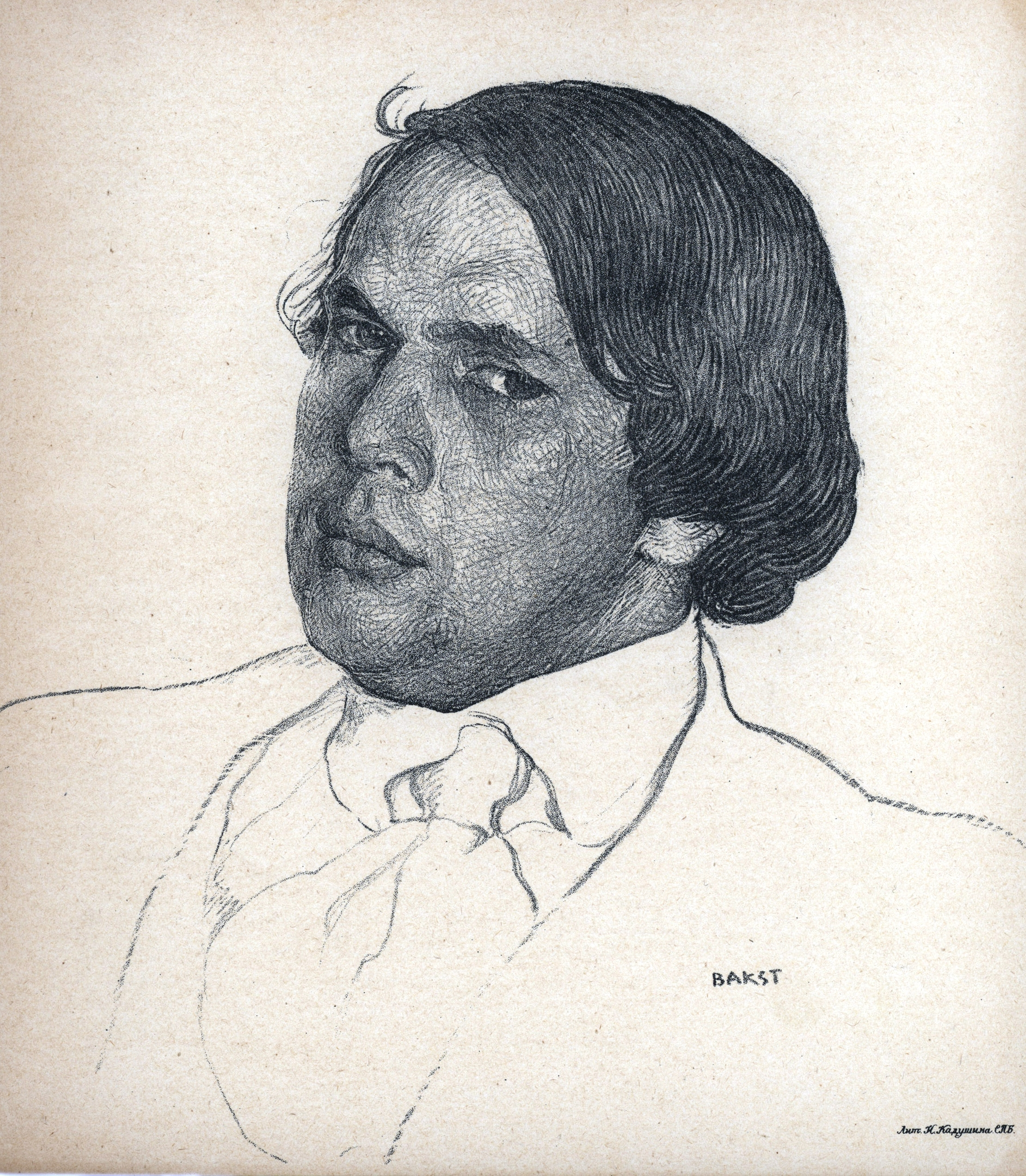
Лев Бакст. Портрет А. Н. Толстого. 1907. Автолитография. 22 × 19 см

Повесть писалась осенью 1910 года в Петербурге на основе семейных хроник. Тётка Алексея Толстого — Ольга Леонтьевна Тургенева — была влюблена в своего дальнего родственника Сергея Шишкова, ухаживания которого не мешали новым увлечениям. В 1882 году она вышла замуж за его брата Николая и через год скончалась от несчастной любви — открылась скоротечная чахотка. С Сергеем и Николаем Шишковыми был знаком и Алексей Толстой, они послужили прототипами братьев Репьевых. Работая над образом Мишуки Налымова, писатель использовал детали биографии и черты характера своего дальнего родственника — предводителя дворянства Михаила Михайловича Наумова. Родня звала его именно «Мишукой»; он упоминался в романе «Сёстры», в кратком эпизоде воспоминания, как Наумов проломил голову суконному фабриканту в Симбирске. Однако писатель усложнил сюжет, для типизации персонажей добавил деталей. В частности, в Африку ездил третий из братьев Шишковых — Владимир. Сцены свадьбы Веры и смерти Мишуки были основаны на воспоминаниях матери А. Толстого о её собственной свадьбе и смерти своего деда — Ю. С. Хованского.
Жена писателя — Софья Дымшиц — вспоминала, что Толстой, написав первоначальный вариант «Заволжья», был так взволнован, обрадован и горд, что, выйдя из кабинета, тут же прочитал повесть и ей, и её гостю, чего никогда не случалось ранее. Повесть была опубликована в двенадцатой книжке литературно-художественного альманаха «Шиповник» за 1910 год под названием «Заволжье» с посвящением супруге. В конце 1910 года издательство «Шиповник» выпустило первую книгу А. Толстого, названную «Повести и рассказы». Кроме «Заволжья», в сборник входили «Неделя в Туреневе», «Аггей Коровин», «Два друга» и «Сватовство». В дальнейшем Алексей Николаевич ставил свою повесть на первое место во всех сборниках произведений, темой которых, по его определению, была «трагикомедия остатков погибшего класса». Цикл «Заволжье» составил первый том собрания сочинений А. Н. Толстого, вышедшего в 1917 году. В 1922 году текст был подвергнут глубокой переработке, после окончания которой получил название «Мишука Налымов». Новое издание вышло в альманахе «Струги», книга І за 1923 год в Берлине. Правке подвергся каждый абзац рукописи. Были существенно развиты характеры действующих лиц: усилено самодурство Мишуки, было указано его официальное положение — предводителя дворянства, раскрыты его политические воззрения — откровенного крепостника. Углубился и психологический профиль Веры Ходанской, также была снята большая часть чудачеств её свёкра — Петра Леонтьевича. Впоследствии повесть включалась во все собрания сочинений писателя без правок.

## Литературные особенности

### Эпос Алексея Толстого
Литературовед И. И. Щербакова отмечала, что уже в раннем творчестве А. Н. Толстого проявилась «установка на эпос», решаемая писателем в 1910-е годы в циклической форме. В первом издании «Повестей и рассказов», открываемом «Заволжьем», преобладают рассказы, ибо форма рассказа более органично, чем иные жанры, не позволяет «утечь» картинам жизни, помогает сочленять эти картины. Мишука Налымов именуется критиком сложным типическим персонажем, объединяющим черты многих «знакомых незнакомцев» классической литературы: Ноздрёва, Собакевича, Обломова и даже, отчасти, обломовского Захара. Алексей Толстой в начале писательского пути был полон решимости «продлить жизнь» героев Гончарова и Гоголя, показать, кем они могут предстать в реальности рубежа веков. Гоголевская стихия, соединяющая облик выморочных дворянских усадеб и гармонию природы, порождала контраст комического и лирического, столь свойственный заволжскому циклу А. Н. Толстого. Одновременно Толстой стремился решить сложную задачу синтеза и гармонизации разума и чувств, исходя из базовой установки, отрефлексированной постфактум в дневнике 1917 года: «…Чувства — влага, в которой покоится разум. Угасают чувства, иссякает влага, разум воспаляется, болит, мечется». В толстовском мире право на сильное чувство, стало быть, и на полноту жизни и счастье, имеют только те персонажи, у которых разум и сердце в ладу между собою. Проблема коренится в том, что таких героев нет во всём цикле «Заволжье». Женские персонажи разнообразнее по типу, чем мужские, но даже мягкая и лиричная Вера Ходанская дисгармонична. Существует и общее правило, касающееся всех персонажей цикла: автор не наделил ни умом, ни глубоким чувством всех тех, кто обладает хоть какой-то властью и силой в обществе. Мишука Налымов страшен разнузданностью чувств, а ум его неразбужен, «дремуч», хотя и позволил дикому самодуру не промотать огромное состояние. Сергей Репьев также фантастически разнуздан и разумом, и естеством. Сергей паразитирует буквально на всём и всех и предельно откровенен в своём цинизме. В известном смысле это гоголевский персонаж, превзошедший Чичикова в бредовых идеях об обогащении.

### Хронотоп
Исследовательница Н. Ф. Полякова (Тамбовский государственный университет) подчёркивала отсутствие экзотики в пространстве действия повести «Мишука Налымов (Заволжье)». Основными доминантами, противопоставленными друг другу, являются топосы усадеб Налымова и Репьевых и городское пространство Симбирска. Сюжетообразующие мотивы также реализуются через хронотоп дороги, через которую проходят знаковые встречи, всегда построенные по принципу оппозиции: «встреча — расставание (разлука), потеря — обретение, поиски — нахождение, узнание — неузнание» и др. Через этот мотив происходит введение психологических особенностей главных героев: если на дороге предводитель дворянства Налымов крайне уничижительно встречает некоего мелкопоместного дворянчика, то, впервые за долгое время встретив Веру Ходанскую и не узнав её, от удивления Мишука даже снимает картуз и кланяется перед нею, чего никогда и ни перед кем не делал.
Усадебные хронотопы также противопоставлены друг другу. Усадебно-бытовой топос предполагает мотивы частности, изолированности, интимно-камерных переживаний, обращённость к самосознанию, ибо, как правило, с родовыми гнёздами связаны угасание жизни героев, событийная однотипность, экономическое и духовное вырождение. В доме Репьевых каждый герой имеет личное пространство, вместилище внутренней индивидуальности. В этом плане Репьевка — идеальная модель дворянского быта, которая противопоставлена усадьбе Мишуки. Конфликт героев параллелен столкновению противоположных усадебно-бытовых топосов. Обиталище Налымова можно в полной мере признать «антидомом», ибо его хозяин одинок, не имеет семьи (что гарем не компенсирует), отвергает моральные устои и погружён в излишества самого низменного свойства. Единственными обитателями дома, кроме Мишуки, являются слуги и выписанные из Москвы публичные девки. Образ гарема нарочито противопоставлен семейным ценностям Репьевых. Атрибутом антидома является мезонин, в котором, собственно, девки и обитают и происходит «возня» Мишуки с ними. Мезонин сообщается с внешним миром двумя лестницами, одна из которых потайная. В символическом плане это подчёркивает перевёрнутость всей жизни Мишуки: обычно герой поднимается вверх — к вершинам духовного нравственного развития, тогда как Налымов регулярно поднимается для очередного акта аморальной деградации по чёрной лестнице, что указывает и на свойства его внутреннего мира. При этом сама усадьба Мишуки расположена на тракте, то есть пространственно дом открыт (и тем противопоставлен замкнутости Репьевки), что служит только распространению новых россказней о самодурстве и развращённости Налымова. Доминантой дома Репьевых является терраса — пограничное пространство между замкнутым внутренним обиталищем и садово-парковым окружением. Терраса — символ дворянской идиллии во время непременных чаепитий, на которые без разбора приглашаются гости и соседи, включая Мишуку. В самом конце повести вокруг самовара за большим столом остаются только сестра и брат — тётя и дядя Веры Ходанской — Ольга и Пётр Леонтьевичи, зримо выражая опустошение пространства. Тем не менее дом Репьевых показан подчёркнуто уютным, так, в столовой: «жарко натопленные печи, лёгкий запах вымытых полов». Напротив, для всего окружения Мишуки применён приём обратного анимализма, выраженного в авторских сравнениях. Налымов чаще всего отождествляется с медведем, таким же сильным и здоровым, но и диким, грубым, развратным и высокомерным. Не случайно единственной его верной спутницей является собака Снежка. Дом Мишуки тем самым уподобляется медвежьей берлоге.

### «Тургеневская» героиня: Вера Ходанская

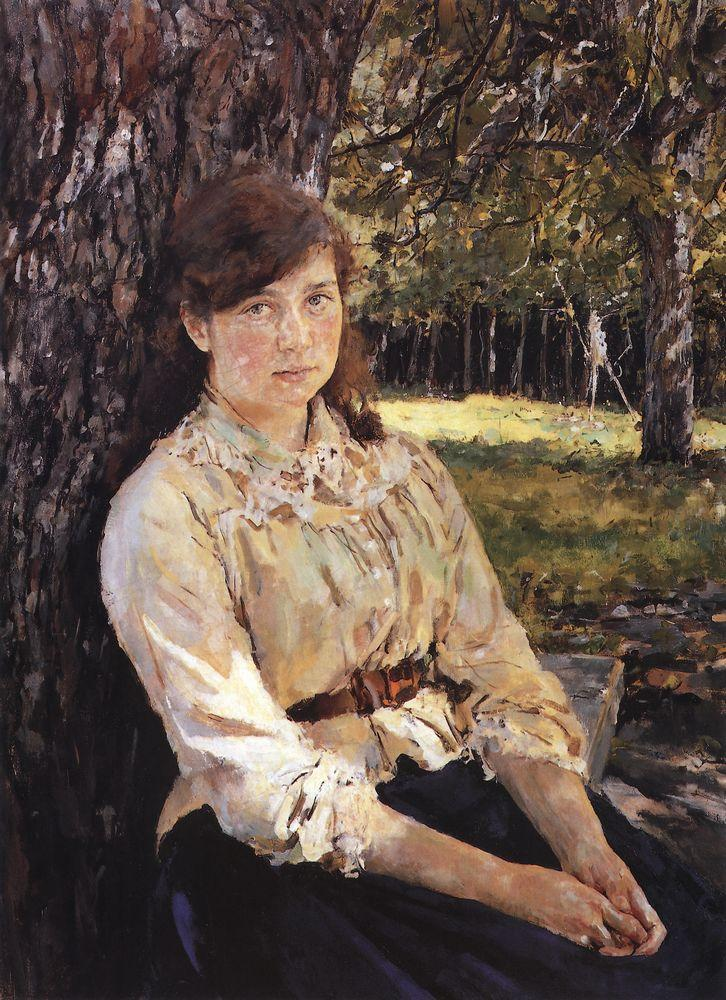
Валентин Серов. Девушка, освещённая солнцем (Портрет Марии Симонович). 1888. Холст, масло, 71,3 × 89,2 см. Государственная Третьяковская галерея

Китайские исследовательницы Вань Донмэй и Чэнь Дайцай (Цзилиньский университет) связывали ряд литературных тропов ранней прозы А. Н. Толстого с предшествующей традицией, в первую очередь выраженной в произведениях И. С. Тургенева и И. А. Гончарова. На фоне оскудевающих усадеб, населённых опустившимися «дворянскими последышами», появляются прекрасные героини, носительницы подлинных нравственных качеств, своего рода эстетический идеал. Одной из таких героинь предстаёт Вера Ходанская. Как и для главных персонажей «Хромого барина» и «Чудаков», главной чертой Веры является её способность сильно и беззаветно любить, больше отдавая, чем получая, идя ради этого чувства на сколь угодно большие жертвы. По-видимому, А. Н. Толстой искренне считал, что только женщины сохранили способность к всепоглощающей, возвышенной любви. Выписывая своих персонажей, он помещал их в традиционные семейные отношения, на фоне которых можно было выявить наиболее слабые и болезненные стороны человеческой натуры. Тогда-то благородные и решительные женщины берут верх над духовно опустившимися и слабыми мужчинами. Именно в этом и проявилась прямая преемственность в творчестве Тургенева и Алексея Толстого. В диссертациях Вань Донмэй и Чэнь Дайцай было доказано, что толстовские героини наделены почти всеми присущими «тургеневским девушкам» чертами характера, такими как чистота, нежность, искренность, преданность и благородство.
Вера Ходанская описана как совсем молоденькая девушка с «ясными глазами» и «нежным и тоненьким» лицом. Она мечтает главным образом о чистой, настоящей любви и выбирает своим героем Серёжу Репьева, который больше увлекался ею, чем любил. Более того: он не способен к длительным целенаправленным усилиям и откровенно сообщает, что и сам не знает, умеет ли он любить. Когда Вера убеждается, что Серёжа не собирается на ней жениться, ей кажется, что и вся жизнь кончена. Основным лейтмотивом, связанным с её образом, становятся слёзы, а также рыдания и плач. Любовь и любимый полностью ограничивают круг её мечтаний. Однако это не приводит к одномерности её образа, так как она уже полностью сформированная личность, искренняя и страстная. Готовность полностью посвятить себя любовным переживаниям делают Веру уязвимой для «злобы и холода окружающего мира». В дальнейшей судьбе Ходанской огромную роль сыграла тётушка Ольга Леонтьевна, женщина много пережившая, очень разумная и трезвомыслящая. Взращённая в системе ценностей старшего поколения, Ольга Леонтьевна диктует Вере «правильную» модель поведения: смирение и принятие существующей системы отношений. Она прямо говорит Вере, что мужчины не оценят сокровища, которое попало в их руки. «Только иное сокровище должна ты охранять, Вера. Душа должна быть ясна. Все ми́нет — и любовь, и счастье, и обиды, а душа, верная чистоте, выйдет из всех испытаний…». В Веру беззаветно влюблён Никита — брат Серёжи, и Ольга Леонтьевна внушает, что отказ Ходанской исказит предначертанную свыше женскую миссию спасения души. Автор прямо проводит параллели между Ольгой и Верой: тётушка готовит для племянницы смиренно-унылую судьбу, которая сложилась у неё самой. Это подчёркивается воспоминаниями её брата Петра Леонтьевича о яркой и оживлённой Ольге в молодости. В общении с Верой в старушке не ощущается удовлетворения прожитой жизнью. В конце концов Вера выбирает свою судьбу и выходит замуж за нелюбимого Никиту.
По мнению Вань Донмэй и Чэнь Дайцай, такой финал жизненной судьбы Веры глубоко пессимистичен: «Толстому важно показать не просто смирение женщины, а гибель всего прекрасного и чистого в этом мире насилия, лжи и грубости». Здесь можно провести параллели с финалом бунинской «Деревни», главная героиня которой воспринимает замужество как смерть, обратного пути от которой к жизни, свету и счастью не существует. Вынужденное замужество Веры воспринимается не как сохранение души, а как её поругание. Обе повести появились в печати одновременно, свидетельствуя, что для художественного осмысления действительности и Буниным, и Толстым трагический финал красоты, молодости и добра, олицетворённых в женщинах, ясен. В сцене финального объяснения с Сергеем (пришедшим к Вере с вполне определёнными намерениями) явно выражается и модель поведения Татьяны Лариной: верность даже нелюбимому человеку, с которым её связала судьба.
Чистоте Веры постоянно угрожает и самое низменное физическое насилие. В повести эта угроза показана дважды: со стороны звероподобного Мишуки, который даже не может толком выразить в словах обуревающие его страсти, и «цивилизованного», но от этого не менее развращённого Сергея. В обоих случаях женщина остаётся практически беззащитной. Если проводить параллели с бунинской «Деревней», то Вера избирает «бескровное» разрешение этого конфликта, тогда как героиня, прозванная Молодой, по-видимому, всё-таки отомстит мужу-обидчику. Подлинного драматизма, по Толстому, исполнена готовность женщины принять одиночество, — и это не расхожий мелодраматический ход. Трагедия Веры — тургеневской девушки — в том, что вокруг неё нет людей, способных оценить её духовный мир, её прекрасные душевные качества. Вань Донмэй и Чэнь Дайцай отмечают, что судьба Сони, героини «Чудаков», вполне может рассматриваться как возможный вариант судьбы Веры, если бы она настояла на замужестве с Серёжей, «недостойного её любви». Однако избранный ею путь точно так же обрекает её в финале на печаль и страдание. И хотя из письма Ольги Леонтьевны следует, что Вера ждёт ребёнка, вряд ли продолжение рода нелюбимого ею человека способно даровать мир и покой её душе. «…Писатель не спешит живописать радости материнства, потому что уже не уверен, что миссия женщины полностью сводима к функции деторождения».

### Второстепенные женские персонажи: Клеопатра
Вань Донмэй в 2019 году предложила классификацию второстепенных женских образов в раннем творчестве А. Н. Толстого, характеризуемых большим разнообразием характеров. Отличительной особенностью их является лишь частичная включённость в жизнь главного героя — мужчины, «и их любовь занимает совершенно иное место в сердце мужчины, чем любовь Татьяны Лариной у А. С. Пушкина или Лизы Калитиной у Тургенева». Эти героини служат для придания многомерности или достоверности физическому или психическому облику персонажа, с которым связаны любовью или подчинением. Первый тип: «зависимый», к которому относятся Ольга Языкова («Актриса»), гаремные девки Мишуки Налымова (в том числе Клеопатра-Марья), Вера («Прогулка») и Саша («Хромой барин»). Внутри него могут быть выделены две группы: к первой относятся женщины, не способные существовать самостоятельно (Ольга Языкова), ко второй — более автономные героини, меняющие поведенческие роли в зависимости от ситуации. Во втором типе зависимости роли мужчины и женщины меняются, когда женщина диктует персонажу-мужчине свои условия, используя для этого экономические средства (Лиза в «Чудаках») или собственную эротическую привлекательность (Мунька «Чудаков» и Анна Семёновна «Хромого барина»).
Обитательницы гарема Мишуки — Дуня, Фимка и Бронька — находятся в полной экономической зависимости от своего хозяина, предпочитая сытое унижение нормальной, но нищей жизни. Для Мишуки-самодура они не то деталь антуража, не то средство отмщения тем женщинам, которыми Налымов по разным причинам не может обладать. Не случайно он именует своих наложниц «грачихами» и «коровами». Скорее всего, они полностью утратили чувство собственного достоинства. Им противопоставлена Клеопатра, которая в начале повествования играла такую же роль — женщины для услады. Далее она пытается хоть как-то сохранить автономность личности и заявляет Мишуке: «Я тебе не собака…» Когда самодур изгнал из усадьбы всех своих наложниц прямо под дождь, Клеопатра наперекор всему осталась и, более того, в финале стала действительно нужна Мишуке и присутствовала при его последнем часе. Мотивы Клеопатры остаются нераскрытыми — она осталась при Налымове то ли из жалости, то ли из корысти. В сцене смерти хозяина Клеопатра предстаёт как сиделка и, отчасти, распорядительница, отправив послание Ольге Леонтьевне Репьевой и показав ей Мишукино завещание. Хотя она не способна самовыразиться и самовоплотиться в самостоятельную личность, но может, отчасти, повлиять на свою роль в сложившейся системе отношений.

### Усадебный жанр с эстетико-цивилизационной точки зрения

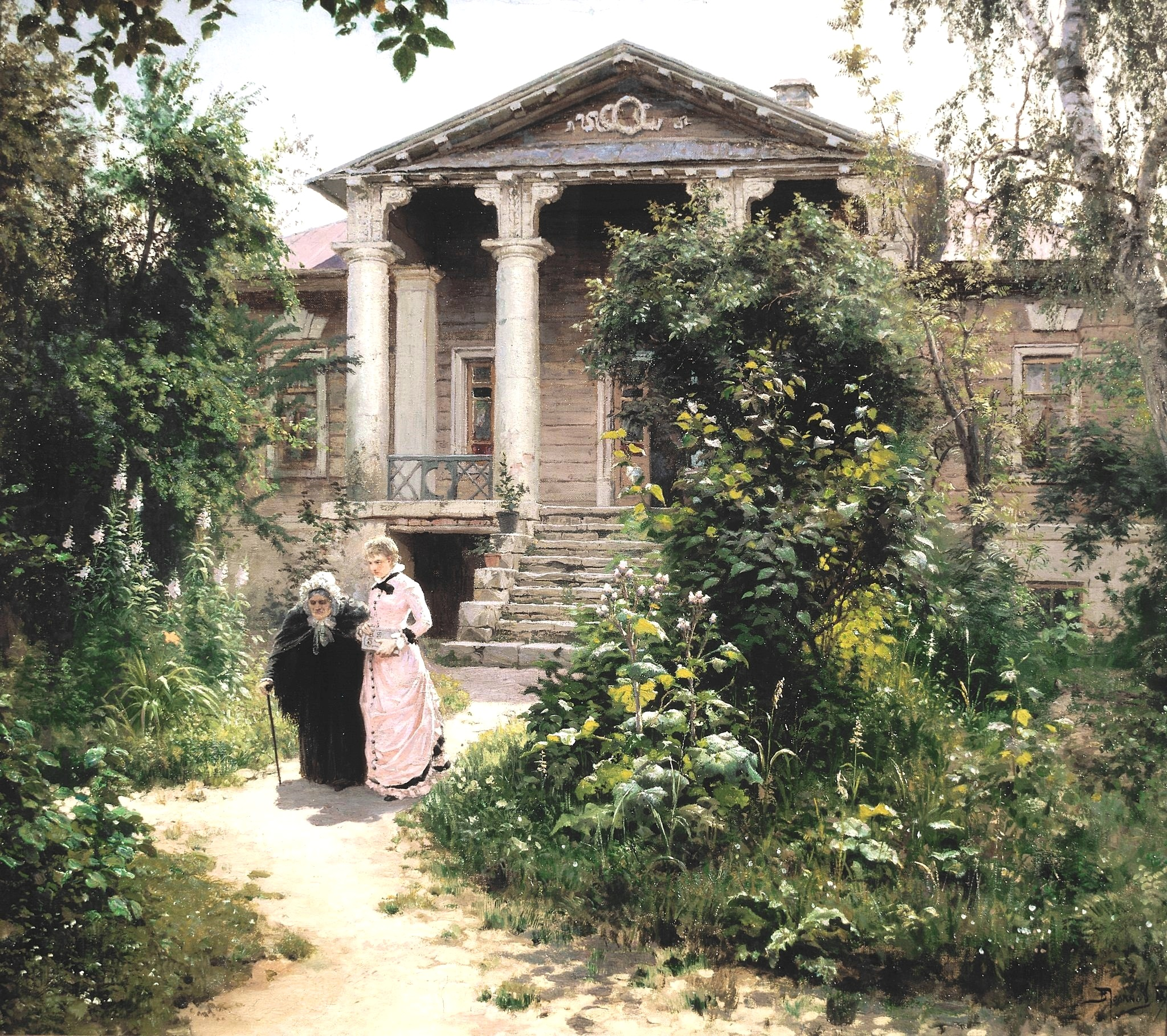
В. Д. Поленов. Бабушкин сад. 1878. Холст, масло. 54,7 × 65 см. Государственная Третьяковская галерея

По мнению О. А. Богдановой (Институт мировой литературы РАН), в русской литературе Серебряного века существовали два противоположных отношения к «усадебной культуре» предшествующего периода: от неомифологического воспевания до откровенной эстетической, цивилизационной и социально-психологической критики. Сам Алексей Толстой характеризовал свой цикл «Заволжье» как «трагикомедию остатков погибшего класса». Действительно, Мишука, именем которого повесть названа, — персонаж, которому свойственны сословный эгоизм и чванство, инфантильное барство, жестокое самодурство и произвол по отношению к слабым и беззащитным, неуважение к человеческому достоинству, невежество, разврат и животная похоть, цинизм и хамство, чудовищная грубость, трусость в случае отпора и тому подобные черты. Эти качества типичны, то есть Мишука не «белая ворона», что и показано в сцене свадьбы Веры и Никиты в Симбирске, когда «большая родня Репьевых» в буквальном смысле наводила ужас на население. Противопоставлен Налымову отец Серёжи и Никиты — разорившийся помещик Пётр Леонтьевич Репьев, не сумевший приспособиться к послекрепостнической реальности. Откровенно юмористически описаны его попытки построить суконную фабрику, затем раковый консервный завод и, наконец, конный утюг для расчистки снежных дорог и заносов. Все попытки наладить дело потерпели неудачу, и после продажи родового гнезда Репьевы перебрались к Ольге Леонтьевне. Именно в Репьевке представлена «золотая» старина, усадебный миф Серебряного века:

…Уютный, чистый и гостеприимный барский дом с выходящей в сад террасой, семейное чаепитие в волнах аромата цветущей сирени, изящные наряды и манеры пожилых хозяев, отмеченных умом и сердечностью, свежая красота и воспитанность юной барышни, образованность и мужественность молодых господ, культурное времяпрепровождение (чтение, музицирование), весёлый праздник на пруду с фейерверком и иллюминацией в аллеях, костюмированный бал и хор деревенских девушек, а ещё — местная легенда о необыкновенной любви прадеда Репьева к рано умершей жене, в память о которой была построена прекрасная беседка с грустящим купидоном и трогательной надписью в стихах
Этот прекрасный мир обречён: Ольга Леонтьевна еле сводит концы с концами, племянники прямо названы «нищими», Вера — общий объект вожделения Никиты, Сергея и Мишуки — бесприданница. Неудивительно, что Сергей отправляется в Египет (откуда присылает Мишуке живого крокодила), а Никита с Верой уезжают в Петербург — пытаться заработать на службе. «Благообразие» разрушено во всём: Вера выходит за Никиту без любви, а он отдаляется от неё в столице и раздражён неудачами. Сергей, отказавшись жениться на Вере, склоняет её к сожительству ради удовлетворения своего «свирепого желания». Тётушке Ольге Леонтьевне он откровенно пишет, как собирается мошеннически выманить деньги у русских монахов за купленной по дешёвке мумией. Иными словами, Алексей Толстой демонстрирует, как негативные черты заражённого «азиатчиной» народного характера уничтожают усадебный «порядок», с его культом чести и уважением к человеческому достоинству, стремлением к прекрасным формам быта и взаимоотношений между людьми. Налымовщина поглощает Репьевку: Сергей не только материально зависит от Мишуки, но и во многом повторяет его тип. Впрочем, для автора не менее характерно и принятие «усадебной культуры», которая одновременно органична русской жизни и разъедена противоречиями. Сергей восхищается богатырством Мишуки, которое не сводится к одному обжорству и неутомимости в кутежах и забавах. Налымов стихийно широк во всём: перед смертью кается за намерение обесчестить Веру (и за насилие над девкой Клеопатрой), прощает Сергею обиды и оплачивает его поездку в Египет, защищает бывшего домашнего «казачка» Евдокима (ставшего лакеем в симбирской гостинице) от фабриканта-нувориша. В репьевской усадьбе баре и дворня едины: на бале-маскараде в честь 19-летия Веры Сергей нарядился чёртом в овчине и веселил деревенских девиц, которые были ему явно интереснее, чем родственники в барской гостиной.

## Восприятие в литературной критике

### Дореволюционный период
Выход повести и всего цикла «Заволжье» был замечен критиками как левого, так и либерального лагерей. Максим Горький и Анатолий Луначарский сразу оценили талант писателя, «с жестокой правдивостью изображающего психическое и экономическое разложение современного дворянства». Проза сразу же превзошла популярность толстовских стихов, Алексей Николаевич в буквальном смысле проснулся знаменитым.
Брюсов назвал его «самым видным из молодых беллетристов». Из ранних рецензий самую проницательную представил А. Амфитеатров: «Попробуйте-ка написать Мишуку Налымова, который в своём имении восстановил властью капитала крепостное право… Писатель из кровных демократов не мог бы воспользоваться этой фигурой иначе, как в враждебном тоне обличительного протеста, и вышел бы у него полупублицистический очерк с дидактикой, — либо сатира, либо мелодрама. Для графа Алексея Толстого Мишука Налымов „одним миром мазан“, и художник пишет его с таким же спокойствием любопытного наблюдения, как всякую новую модель». Вячеслав Полонский в рецензии на сборник прозы А. Толстого 1911 года, открываемый «Заволжьем», на первое место выносил авторскую «способность подчинять, покорять, зачаровывать читателя силою своего таланта»:

…Перед глазами во всей своей жизненной выразительности движутся персонажи его рассказов — все эти диковинные Налымовы, Коровины, Камышины и увлекают и восхищают своей непринуждённостью, своей то кипучей, то приглушённой жизнерадостностью. Такое редкое удовольствие для русского читателя найти на странице книги живую жизнь. А она бьёт у Ал. Толстого ключом, брызжет во все стороны, и каждая страница, каждый рассказ — точно трепещет, бьётся, пульсирует, и люди в них — не автоматы, не манекены, к которым мы привыкли за последнее время, а настоящие живые люди из плоти и крови. Они подличают, развратничают, ссорятся, оскорбляют наше нравственное чувство — но всё же, с непобедимым очарованием стремишься глазами по страницам книги, легко и свободно воссоздавая в сознании яркие картины природы, с блеском солнца, ветром и пылью.
Причиной, по которой А. Толстой оказался принят представителями всех политических и эстетических направлений в русской критике, Вячеслав Полонский называл отказ автора от теоретизирования и проповеди «нового слова». Вместо этого, «когда он рисует Мишуку Налымова, или Веру Ходанскую, или тётеньку какую-нибудь, то в данный момент для него никого, кроме Налымова, или Верочки, или тётеньки не существует, он весь как бы превратился, перевоплотился в Мишуку, Верочку или тётеньку, думает их мыслями, говорит их языком, желает их желаниями». Критик назвал А. Толстого первооткрывателем, который «сделал доступным нашему вниманию огромный, дотоле мало известный, слой людей, доживающих свой век в глухих, ветшающих усадьбах далёкой провинции. Потому-то временами несколько невероятным кажется та или иная фигура, выхваченная художником из какой-нибудь старой, опустевшей, притихшей усадьбы. Такая усадьба служит почти постоянным, всегдашним фоном в рассказах Толстого…». Описание стихийной силы, чаще всего выраженной в фантастических формах разврата, служит прежде всего для характеристики неприспособленности умирающего дворянского класса к современности, его неспособности вернуть даже воспоминания о былом своём достоинстве. «„Я дворянин“ — последняя гордость, последнее заплёванное счастье, оставшееся у этих последних могикан когда-то могучего и деятельного сословия». Потому-то Серёжа Репьев стремится в Трансвааль, что «денег нет своё дело начать, а служить, ярмо тянуть нет, merci». Эти мотивы постоянны для ранней прозы Алексея Толстого, поэтому сборник 1911 года Полонский считал метатекстом (не используя этой терминологии): рассказы и повести образуют отдельные главы одной большой картины. «…Разорение дворянских гнёзд — это было и прошло, и даже не оскудение, — это тоже, пожалуй, в прошлом, — разложение, умирание, конец. Всё живое, всё, чему принадлежит будущее, уходит из замкнутого круга дворянской сословной обособленности, находит своё место в широкой жизни, становится лицом по течению её, в круге же остаются Налымовы и прочие, один за другим сходящие со сцены жизни».
Корней Чуковский, признавая новое литературное дарование, отметил и толстовскую неразборчивость: «Он пишет, как дышит. Что ни подвернётся ему под перо: деревья, кобылы, закаты, старые бабушки, дети, — всё живёт и блестит и восхищает». Впоследствии он назвал повесть «несуразной». Зинаида Гиппиус ядовито писала, что не может отличить «удивительно-тонкий приятный стиль» Городецкого от А. Толстого или Ауслендера. Михаил Кузмин в рецензии на двенадцатый сборник «Шиповника» счёл, что «выдумка… не принадлежит к сильным сторонам гр. Толстого, но в этой повести это не чувствуется». В. Л. Львов-Рогачевский утверждал, что в повести ощущалось сильное влияние Гумилёва: «в поэзии Н. Гумилёва, как в банке симбирского помещика, плавает „тёмно-изумрудный крокодил“» (что намекало на финальную сцену повести, в которой Серёжа Репьев прислал Мишуке крокодила), но это всё «не живое, всё это декорация и обстановочка, и от картонных львов пахнет типографской краской, а не Востоком».

### Советская и зарубежная критика
П. Н. Медведев рассматривал творчество А. Н. Толстого с социологических позиций, именуя его дворянским писателем, чьё раннее творчество напоминает и Тургенева, и раннего Льва Толстого. Тот же П. Медведев, приняв концепцию Чуковского о «биологическом оптимизме» толстовского творчества, именовал Налымова «биологическим героем», который не дорос до человека и не заслуживает этого звания. В образе его подчёркивается первобытность, дикость, которая отождествляется с умиранием дворянской России, её вырождением. Владимир Щербина, признавая самодура Мишуку выполненным с большим талантом, отмечал, что ему не противопоставляется никакого положительного идеала. Равно и Вера, несмотря на большое сочувствие автора, крайне ограниченна духовно. Впрочем, В. Баранов отмечал, что тип Веры восходит к «тургеневским девушкам», чья главная способность в творчестве Толстого — любить сильно и беззаветно, отдаваясь чувству до конца. В известной степени это уже предвосхищение русских женщин, которым предстояло «хождение по мукам».
Критик Сергей Боровиков выделял «Заволжье» как этапный текст для формирования писателя Алексея Толстого. По собственному суждению писателя, толчком к отысканию собственной темы стали переводы рассказов Анри де Ренье, которые предложил ему Максимилиан Волошин. Произошло наложение поразившей его техники «чеканки образов» на путешествие по усадьбам родственников от Нижнего Новгорода до Самары. Именно в «Мишуке Налымове» Толстой «застолбил» свою литературную тему — быт заволжских помещиков, изображаемых на стыке выдумки с реальностью, показываемой в мельчайших деталях, сочетающих лиризм и физиологичность. С точки зрения Боровикова, повесть «груба и серьёзна», в ней отсутствовало изящество. Однако от современников Серебряного века Толстого резко отличало то, что у Кузмина или Гумилёва «мы ни на минуту не забываем об утончённом воздухе культуры, в котором они рождались, о том, что авторам совершено безразличны их герои, а важно и дорого лишь своё собственное к ним отношение, а всего дороже возможность полной независимости от обязательств по отношению к читателю, к идейности и моральным ценностям». Толстой тоже испытывал увлечение эстетизмом, но «крепко сидело в нём здоровое отношение к жизни и к человеку», что выражалось и в первых критических отзывах, как хвалебных, так и враждебных.
Владислав Скобелев специально проанализировал причину того, что литературная общественность, начиная с 1910-х годов, акцентировала внимание почти исключительно на социальной стороне заволжского цикла А. Толстого. А. Амфитеатров в своей рецензии отмечал, что «не эпигоны, не потомки, не вырожденцы фонвизинских типов — нет, а живые Простаковы, живые Скотинины живут и процветают в Симбирской губернии…». Многие критики отмечали «стихию момента», уловленную молодым писателем. В повести имелся актуальный для того времени политический момент: даже аполитичный Мишука удовлетворённо говорит, что на земских выборах «опять мужичков провалили», и отлично помнит, что его деды «губернией ворочали». Вместе с тем Налымов — не только помещик и карикатура на оскудевающий дворянский класс. Его обжорство, любвеобильность, неумеренность вообще во всём — это русский человек вообще, «широкой натурой, с богатыми задатками — и без всякой выдержки, без культуры». Мишука живёт так, как если бы его силы были неисчерпаемы, при этом напрочь лишён достоинства и чрезвычайно быстро переходит от горделивости и хвастовства к самоуничижению и трусости. Попытавшись обесчестить Веру, он отваливает ей миллион на смертном одре, гордясь своим дворянством, вступается в Симбирске за лакея, которого в пьяном кураже бросился избивать суконный фабрикант Васька Севрюгин (лакей когда-то служил в доме Налымовых). Такими же чертами наделены и другие заволжские помещики, съехавшиеся на свадьбу Веры. Они буйствуют, выворачивают скамейки в городском саду; шефа городской полиции увозят протрезвляться за Волгу; ещё один помещик допивается до видений чертей, а молодые офицеры скачут в нижнем белье верхом на стульях по гостиничному коридору. Однако писатель любуется этими типажами, ибо они физически крепки и радуют полнотой жизни и здоровья, могучей «почвенной» силищей. Их неосмысленная щедрость связана с самой первоосновой бытия, Мишука — всего лишь часть внеличностной силы. При этом на симбирском пиршестве он появляется в траурной поддёвке, с отёкшим лицом, предчувствуя свою смерть, которая через несколько страниц была описана во всей неприглядности. Тем не менее, с позиции В. Скобелева, Алексей Толстой демонстрировал, что Россия столь обширна и богата силой, что этой силы хватает на народ и всех, кто живёт его иждивением. Мишука Налымов растрачивает силу напрасно, но главное то, что она существует.
В предисловии к нью-йоркскому изданию ранней прозы Алексея Толстого (1958) ирландский поэт и переводчик Джордж Риви именовал Алексея Николаевича наследником традиции русской усадебной прозы (англ. novel of the manor house), отмечая, что писатель до конца жизни не разорвал кровной связи с поместным дворянством и его историческим прошлым. Характеризуя повесть «Мишука Налымов», Дж. Риви утверждал, что ранний Толстой умело сочетал традицию бытового реализма, лирического описания природы и личные воспоминания о жизни заволжских помещиков, используя устную традицию и «анекдотичность своих героев, чья эксцентричность временами переходила в безумие». Социальную среду, окружающую Мишуку (переводчик последовательно именует его в предисловии Mikusha, в тексте форма имени корректна), Риви называл «феодальной», а её иррациональность приводила героя и его соседей-помещиков к полной утрате смысла жизни, целеполагания и чувства реальности. Жизнь русского барства более всего напоминает бедлам. Однако Алексей Толстой не писал социальной сатиры и не занимался обличениями; он создавал зримый и ощутимый слепок той реальности, которая представала его взору. «Мишука Налымов» и другие повести из заволжского цикла в известной степени были вписаны в уже сложившуюся литературную традицию. Риви цитирует Максима Горького, утверждавшего, что русские классические авторы живописали усадьбы центральных губерний, которые уже более или менее «цивилизовались». Заволжье было намного более «диким», и «феодальный элемент» дожил в этих губерниях до времени жизни писателя, который родился всего через двенадцать лет после отмены крепостного права. В дальнейшем это пригодилось при создании «Петра Первого». Алексей Толстой любуется стихийной силой своих персонажей: даже самые дикие их выходки, несовместимые с современными моральными стандартами, не делают из Мишуки и его соседей и гостей монстров. Конец его жизни предстал трагикомедией, в которой главный персонаж достоин лишь жалости.

## Издания
- Толстой А. Н. Заволжье : Рассказы. — 3-е изд. — М. : Кн-во писателей в Москве, 1917. — Т. 1. — 192 с. — (Гр. А. Н. Толстой. Сочинения).
- Толстой А. Н. Заволжье: Повесть. — Л.: Прибой, 1927 (гос. тип. им. Евг. Соколовой). — 76 с. — (Библиотека для всех).
- Толстой А. Н. Собрание сочинений / Вступ. статья П. Н. Медведева; Папка: П. А. Шиллинговский. — М.—Л. : Гос. изд-во; тип. Печатный двор, 1929. — Т. 3 : Под старыми липами. Рассказы. — 350 с.
- Толстой А. Н. Мишука Налымов (Заволжье) // Повести и рассказы. 1910—1943. — М. : Советский писатель, 1944. — С. 13—43. — 440 с.
- Толстой А. Н. Собрание сочинений: В 8 т / Под общ. ред. и с предисл. В. Р. Щербины ; Ил.: П. Я. Караченцов. — М. : Правда, 1972. — Т. 1: Повести и рассказы: Архип. Петушок (Неделя в Туреневе). Мишука Налымов (Заволжье). Романы : Чудаки. Хромой барин. — 432 с. — (Б-ка «Огонёк». Б-ка отечественной классики).
- Толстой А. Н. Заволжье : Повести и рассказы / Вступит. статья В. Баранова. — Горький : Волго-Вят. кн. изд-во, 1982. — 271 с. — (Сел. б-ка Нечерноземья).
- Tolstoy, Alexei. Mishuka Nalymov (A Tale of the Trans-Volga) // A week in Turenevo, and other stories / Introduction by G. Reavey. — Westport, Conn. : Greenwood Press, 1975. — P. 59—109. — 187 p. — Reprint of the ed. published by Grove Press[англ.], New York, 1958. — ISBN 0-8731-8224-7.